# Songs for Judy
Songs for Judy es un álbum en directo del músico canadiense Neil Young, publicado por la compañía discográfica Shakey Pictures Records el 30 de noviembre de 2018. El álbum supone el volumen 7 de los Performance Series dentro de los Neil Young Archives y recopila grabaciones en acústico de los conciertos que el músico ofreció en noviembre de 1976 junto al grupo Crazy Horse.

## Trasfondo
Joel Bernstein, a quien Young contrató como técnico de guitarra para la gira, grabó los conciertos en cintas de casete para uso personal. Junto con su amigo Cameron Crowe, recopilaron y secuenciaron una lista de las mejores interpretaciones. Una copia de la cinta fue posteriormente robada y comenzó a circular entre los seguidores del músico como bootleg con el título de The Joel Bernstein Tapes. El disco incluye la misma lista de canciones de la compilación original, con mezclas multipista reemplazando las grabaciones en casete de Bernstein. Sin embargo, a diferencia de la compilación original, las canciones se muestran en orden cronológico. 
Varias canciones interpretadas durante la gira eran aún inéditas en la época, incluyendo "Too Far Gone" y "White Line", que aparecieron en los álbumes de estudio Freedom (1989) y Ragged Glory (1990) respectivamente. "Give Me Strength", originaria del álbum inédito Homegrown (1975), fue publicada en la edición de Hitchhiker en 2017. La canción "No One Seems to Know" hace su primera aparición en una publicación oficial de Young.
El título Songs for Judy tiene su origen en la historia que Young relata en la introducción del disco sobre una alucinación que sufrió en uno de los conciertos y en la que vio a Judy Garland en el foso de la orquesta.

## Lista de canciones
Todas las canciones compuestas por Neil Young. 

| N.º | Título                               | Duración |  |
| 1.  | «Songs for Judy Intro»               | 3:25     |  |
| 2.  | «Too Far Gone»                       | 3:15     |  |
| 3.  | «No One Seems to Know»               | 2:29     |  |
| 4.  | «Heart of Gold»                      | 2:53     |  |
| 5.  | «White Line»                         | 2:45     |  |
| 6.  | «Love Is a Rose»                     | 2:20     |  |
| 7.  | «After the Gold Rush»                | 4:15     |  |
| 8.  | «Human Highway»                      | 3:04     |  |
| 9.  | «Tell Me Why»                        | 3:34     |  |
| 10. | «Mr. Soul»                           | 3:06     |  |
| 11. | «Mellow My Mind»                     | 2:30     |  |
| 12. | «Give Me Strength»                   | 3:26     |  |
| 13. | «A Man Needs a Maid»                 | 4:54     |  |
| 14. | «Roll Another Number (for the Road)» | 2:22     |  |
| 15. | «Journey Through the Past»           | 3:17     |  |
| 16. | «Harvest»                            | 2:42     |  |
| 17. | «Campaigner»                         | 3:30     |  |
| 18. | «Old Laughing Lady»                  | 5:18     |  |
| 19. | «The Losing End (When You're on)»    | 3:52     |  |
| 20. | «Here We Are in the Years»           | 3:53     |  |
| 21. | «The Needle and the Damage Done»     | 2:27     |  |
| 22. | «Pocahontas»                         | 3:48     |  |
| 23. | «Sugar Mountain»                     | 6:08     |  |

## Personal
Músicos
- Neil Young – voz, guitarra acústica, piano, banjo y armónica.

Equipo técnico
- Joel Bernstein, Cameron Crowe, David Briggs – productores.
- Temas 1–9 y 23:
  - Joel Bernstein – grabación.
  - Tim Mulligan – mezcla original.
- Temas 10–22:
  - Dave Hewitt – grabación multipista.
  - Phil Gitamer – ingeniero asistente.
- John Nowland, Tim Mulligan – mezclas.
- John Hanlon – posproducción.
- Tim Mulligan, Chris Bellman – masterización.
- Daryl Hannah – diseño de portada.
- Alex Tenta – diseño.